# Malá Železná priepasť
Malá Železná priepasť (pol. Mała Żelazna Przepaść) – jaskinia krasowa w Krasie Słowacko-Węgierskim na Słowacji.

## Nazwa
W miejscowej tradycji oraz w wielu różnych wydawnictwach jaskinia występuje również pod nazwą "Malá Žomboj" lub "Malý Žomboj". Według badań Gyuli Dénesa nazwa ta pochodzi od starosłowiańskiego słowa “ombel”, oznaczającego wilgotne miejsce, studnię.

## Położenie
Jaskinia znajduje się na Płaskowyżu Silickim, w jego północnej części. Leży w pobliżu rozwidlenia leśnej drogi i węższej dróżki, którą biegnie niebiesko znakowany szlak turystyczny z Jovic do Silicy. Otwór wejściowy o rozmiarach 2,5 x 3 m leży na wysokości 595 m n.p.m. w płytkiej depresji między dwoma głębokimi lejami krasowymi, o ok. 100 m na pn. od jaskini Veľká Železná priepasť.

## Charakterystyka
Jest to typowa jaskinia o rozwinięciu pionowym, o głębokości 142 m, utworzona w grubej płycie liczących ok. 240 mln lat wapieni tzw. wettersteinskich, pochodzących ze środkowego triasu. Rozwinęła się w linii szczeliny tektonicznej, która powstała w czasie dźwigania się i pękania owej płyty pod koniec trzeciorzędu, ok. 6 mln lat temu. Stanowi klasyczny przykład studni jaskiniowej, opadającej jednym ciągiem od otworu wejściowego aż na samo dno – uważana jest za najgłębszą taką jaskinię na Słowacji. Posiada oryginalną szatę naciekową: na pionowych ścianach potworzyły się nacieki w formie kaskadowych wodospadów oraz zasłon i draperii. Dno pokrywa warstwa wielkich bloków kamiennych, oberwanych ze ścian studni.
Jaskinia należy do tej części systemu hydrologicznego północnej części Płaskowyżu Silickiego, który związany jest z wywierzyskami usytuowanymi u pn.-zach. podnóży płaskowyżu. Potwierdziły to próby z barwieniem wody, wykonane w 1978 r.

## Historia poznania
Otwór jaskini znany był od dawna, lecz z racji niedostępności nie była ona odwiedzana. Jako pierwsi opuścili się do niej w 1926 r. żołnierze garnizonu w Rożniawie, A. Ježek, M. Traj I M. Čapek. Przepaść zmapowali w 1944 r. J. Seneš oraz w 1958 r. F. Skrivánek. W roku 1982 speleolog G. Stribrányi odkrył w środkowej części studni tzw. Netopierí dóm, który w 2002 r. zmapowali J. Stankovič i Z. Jerga.

## Ochrona
Jaskinia leży w granicach Parku Narodowego Kras Słowacki. Od 1995 r. jest chroniona jako pomnik przyrody (słow. Prírodná pamiatka).
W latach 60. XX w., nie znając usytuowania jaskini w systemie tutejszego krasu, zdecydowano o składowaniu w studni silnie trujących odpadów środków stosowanych w agrotechnice. Po stwierdzeniu połączenia jaskini z systemem wód krasowych płaskowyżu, na początku lat 80. podjęto decyzję o usunięciu tego składowiska. Kosztowne prace trwały kilka miesięcy.

## Turystyka
Jaskinia nie jest dostępna do zwiedzania turystycznego. Tuż koło jej otworu wejściowego zamontowany został metalowy pomost, z którego można zajrzeć w głąb jej studni. Obok panel z informacjami o jaskini.